# Csiffáry Gabriella
Csiffáry Gabriella, születési nevén Zubek Gabriella (Budapest, 1958. augusztus 30. –) történész, levéltáros.

## Életpályája
1979-ben felvételt nyert az Eötvös Loránd Tudományegyetem Bölcsészettudományi Karának magyar nyelv és irodalom-történelem szakára. 1984-ben szerezte meg a bölcsészdiplomát. Még ugyanebben az évben a Magyar Nemzeti Levéltár polgári kori osztályára került. 1985-ben kezdett el dolgozni Budapest Főváros Levéltárában mint levéltáros, 1997-től főlevéltáros.

## Jelentősebb kötetei
- Magyar írók önéletrajzai (Palatinus-Könyvek Kft., Bp., 1999) (Születtem sorozat)
- Magyar színészek önéletrajzai (Új Palatinus-Könyvesház Kft., Bp., 2000) (Születtem sorozat)
- Magyar képzőművészek önéletrajzai (Új Palatinus-Könyvesház Kft., Bp., 2002) (Születtem sorozat)
- Magyar tudósok önéletrajzai (Új Palatinus-Könyvesház Kft., Bp., 2003) (Születtem sorozat)
- Magyar politikusok önéletrajzai (Új Palatinus-Könyvesház Kft., Bp., 2005) (Születtem sorozat)
- „Tisztelt Uram!” Nyílt levelek gyűjteménye (Új Palatinus-Könyvesház Kft., Bp., 2003)
- Régi magyar fürdővilág (Helikon Kiadó, Bp., 2004) (Paletta sorozat)
- Testamentum. Magyar végrendeletek gyűjteménye (Vince Kiadó Kft., Bp., 2006)
- Búcsúszavak. Magyar írók, költők és színészek utolsó szavai, búcsúlevelei és gyászbeszédei (Tericum Könyvkiadó, Bp., 2006)
- „56 izzó ősze volt…” – Pillanatképek a forradalom napjairól (Budapest Főváros Levéltára, Bp., 2006)
- "Talán eltűnök hirtelen"… Magyar politikusok, művészek, tudósok búcsúszavai (Athenaeum, 2000 Kiadó, Bp., 2007)
- Rejtett arcok. Híres magyarok más oldalról (Scolar Kiadó, Bp., 2009)
- Az aranyérem másik oldala. 100 év legnagyobb magyar olimpikonjai és világbajnokai (Scolar Kiadó, Bp., 2010)
- Szétrajzás. Híres magyar emigránsok kézikönyve (Corvina Kiadó, Bp., 2015)
- "Magyarázom a bizonyítványom..." Híres magyarok az iskolában (Corvina Kiadó, Bp., 2017)
- A tábornok kertje. Híres magyarok szenvedélyei. (Corvina Kiadó, Bp., 2019)
- Magyar politikusok az iskolapadban. (Corvina Kiadó, Bp., 2021.)
- Akiktől más lett a világ. Magyar találmányok, felfedezések és újítások (Corvina Kiadó, Bp., 2023.) (Budai-díjat nyert könyv, 2024. szeptember 29.)
- Akiktől más lett a világ 2. Magyar találmányok, felfedezések és újítások (Corvina Kiadó, Bp., 2024.) (Budai-díjat nyert könyv, 2024. szeptember 29.)

## Jelentősebb cikkei
- "Mikor nyílik ki börtönöm…" Visszaemlékezések az orosz fogságból. Közölve: Új Forrás, 1991. 23. évfolyam, 8-9. szám, 34-48. p.
- "Halálmars" "Hová lettek a katonák…?!" Közölve: Új Forrás, 1992. 24. évfolyam, 10. szám, 27-36. p.
- "Csak erőt adjon az Isten" Egy magyar hadifogoly kálváriája a szerbek fogságában. Közölve: Új Forrás, 1994. 26. évfolyam, 2. szám, 54-60. p.
- Kossuth Lajos és Görgey Artúr végrendelete. Közölve: Új Forrás, 2005. 37. évfolyam, 5. szám, 97-105. p.
- Pillanatképek az 1956-os forradalomról I. Közölve: Új Forrás, 2006. 38. évfolyam, 8. szám, 6-23. p.
- Pillanatképek az 1956-os forradalomról II. Közölve: Új Forrás, 2006. 38. évfolyam, 9. szám, 37-57. p.
- Pillanatképek az 1956-os forradalomról III. Közölve: Új Forrás, 2006. 38. évfolyam, 9. szám, 66-75. p.

## Virtuális kiállítások
- „’56 izzó ősze volt…” A kiállításon látható felvételek a Budapest Főváros Levéltárában lévő bírósági perekből kerültek elő. Lelőhely: https://web.archive.org/web/20090919000128/http://bfl.archivportal.hu/virtualis_kiallitasok/56/start.shtml
- A vádlott, József Attila (A költő perei). A kiállításon olvasható dokumentumok a Budapest Főváros Levéltárában lévő perekből származnak. Lelőhely: https://web.archive.org/web/20091028045333/http://bfl.archivportal.hu/virtualis_kiallitasok/jozsefattila/virtualis/start.shtml
- Kiss György gyűjtemény. A kiállítás a magyar szobrászművész életművét mutatja be dokumentumok és fényképek segítségével. Lelőhely: https://web.archive.org/web/20110709191259/http://bfl.archivportal.hu/virtkiall_archive/kissgy/start.shtml
- Corvin anno… Az első magyar virtuális kiállítás a Corvin mozi múltjával ismertet meg. Lelőhely: https://web.archive.org/web/20110818201627/http://bfl.archivportal.hu/virtkiall_archive/corvin/corvin.html

## CD-ROM
- Corvin anno… [levéltári dokumentumokkal, aprónyomtatványokkal és képekkel illusztrálva]
- Kiss György gyűjtemény. Életművének bemutatása [levéltári dokumentumokkal, aprónyomtatványokkal, képekkel és mozgóképpel illusztrálva]